# メッカ
メッカ（アラビア語: مكة Makkah [ˈmækkæ]）は、サウジアラビアのマッカ州（歴史的にいえばヒジャーズ地域）の州都である。正式名はマッカ・アル＝ムカッラマ（مكة المكرمة Makkah al-Mukarramah 「栄光あるマッカ」）。別名、ウンム・アル＝クラー（أم القرى Umm al-Qurā 「町々の母」）。サウジアラビア政府は、1980年代に同市の名前の公式な英語表記を、西洋人が以前から一般に用いてきた綴りであるMecca [ˈmɛkə] からMakkah [ˈmækə] に改めた。
古い書物やクルアーンなどでは、バッカとも記述された。
人口は1,578,722人（2015年国勢調査）。ジェッダから73 km内陸に入った、狭い砂地のアブラハムの谷にあり、海抜277 mである。紅海からは80 km離れている。
メッカは、イスラム教最大の聖地であり、祈りを捧げるところである。ムスリム（イスラム教徒）は一日に5回決まった時刻になると、メッカの方向に向かって礼拝を行う。あらゆるムスリムにとって、同地への巡礼「ハッジ」は体力と財力が許す限り一生に一度は果たすべき義務である。これは聖典クルアーン（Q 3:97）の記述を根拠とするもので、イスラム暦の第12月にあたるズー・アル＝ヒッジャ月の8日から10日に行われる巡礼である「ハッジ」のことを指し、この期間には世界中からハッジの行事に参加するため巡礼者が集まる。その期間以外で随時個々に行われている巡礼「ウムラ」も多くのムスリムが財力や体力の許す限り行っているため、メッカとカアバの周辺には一年を通じて絶えず巡礼者が訪れている。ムスリムはマスジド・ハラーム（聖なるモスク。カアバを保護する）を地上でもっとも神聖な場所と考えている。マディーナと並んでイスラム教二大聖域（メッカ、マディーナを併称する場合、「2つの聖なる禁域」という意味で、アラビア語で「ハラマイン」とも呼ばれる）とされている。マディーナは2022年からムスリム以外も入れるようになったが、メッカは2023年現在でもムスリム以外の入場はできず、通じる道路の手前にある検問所より先に行くことができない。古くからムスリムに変装しメッカを訪れる異教徒がおり、中には処刑された者もいる。

## 地理

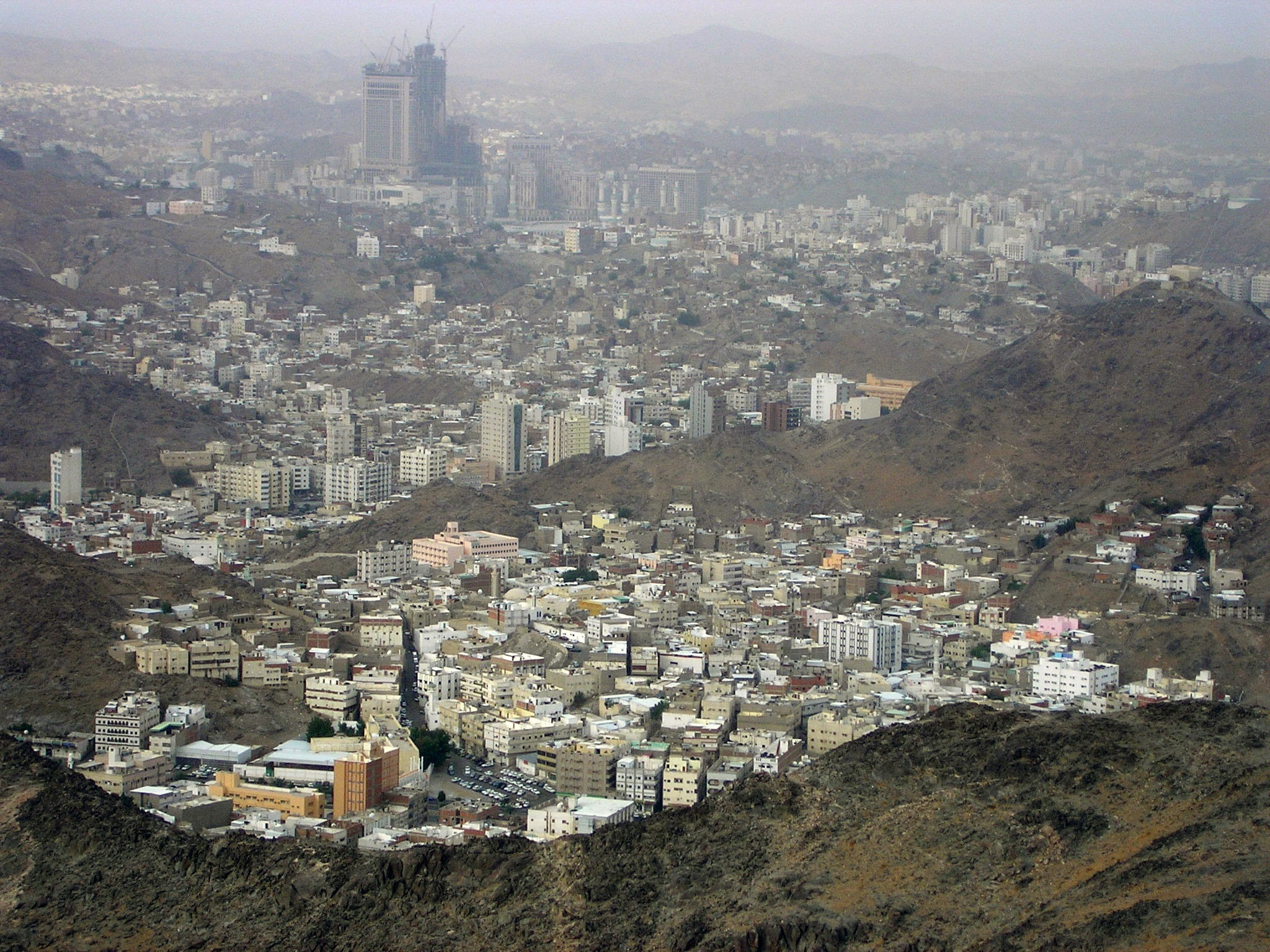
ヒラー山から眺めたメッカ中心部

メッカの中心部は山々にはさまれた狭い回廊に位置しており、しばしば英語で「Hollow of Mecca」と呼ばれる。市の面積にはAl Taneem谷、Bakkah谷、およびAbqar谷の面積が含まれる。近年の人口増加により、住宅地は近隣の山岳地帯にも広がっている。街のもっとも低いところにメッカでももっとも神聖なマスジド・ハラームがあり、ここが街の中心となっている。この付近には禁域（ハラーム）と通称される旧市街が広がっている。目抜き通りであるAl-Mudda'ah通りとスークはモスクの北に広がり、As-Sūg Assaghīr通りは南へと延びる。サウジアラビア統治下になってから中央の大モスクは大幅に拡張され、その付近にあった数百件の家々は現在広い大通りや広場となっている。メッカの伝統的な家は地元の石で作られ、一般的に2階から3階建てである。メッカの今日の総面積は1,200 km2以上となっている。
近年の世界の一体化にともなう交通事情の改善などによって巡礼客は増加の一途をたどっており、それを一手に引き受けるメッカも急速な成長が続いている。マスジド・ハラームの向かいには、サウジアラビア屈指の高層ビル群であるアブラージュ・アル・ベイト・タワーズが建設され、2012年に開業した。そのうちのホテル棟はサウジアラビアでもっとも高い601 mで、ブルジュ・ハリーファに次いで世界で2番目に高いビルである。しかし、この場所にはかつてはオスマン帝国時代に立てられ歴史的な価値の高いアジャド要塞が建っており、トルコやサウジ国内などから強い反対の声が上がっていたが、ビル建設にともない取り壊されてしまった。この事例に象徴されるように、サウジアラビア政府は偶像崇拝につながりかねないとして古い遺跡や建物、ことに歴史的・宗教的な建物に敵対的な態度を示すことが多く、結果としてサウジ支配下に入ってから古い建物のほとんどは取り壊された。1985年以来、メッカの歴史的建造物の95%以上、1000年以上の歴史を持つもののほとんどが破壊されたと推定される。
メッカ中心部の北東約5 kmには、ムハンマドに対して神による最初の啓示が下されたヒラー山がある。ヒラー山には多くの巡礼者が訪れるが、スンナ派のなかでも厳格なワッハーブ派の流れを汲むサウジアラビア政府は偶像崇拝につながりかねないとして、「この山は本来は神聖視されるべきものではない」という断りを登山口に設けている。

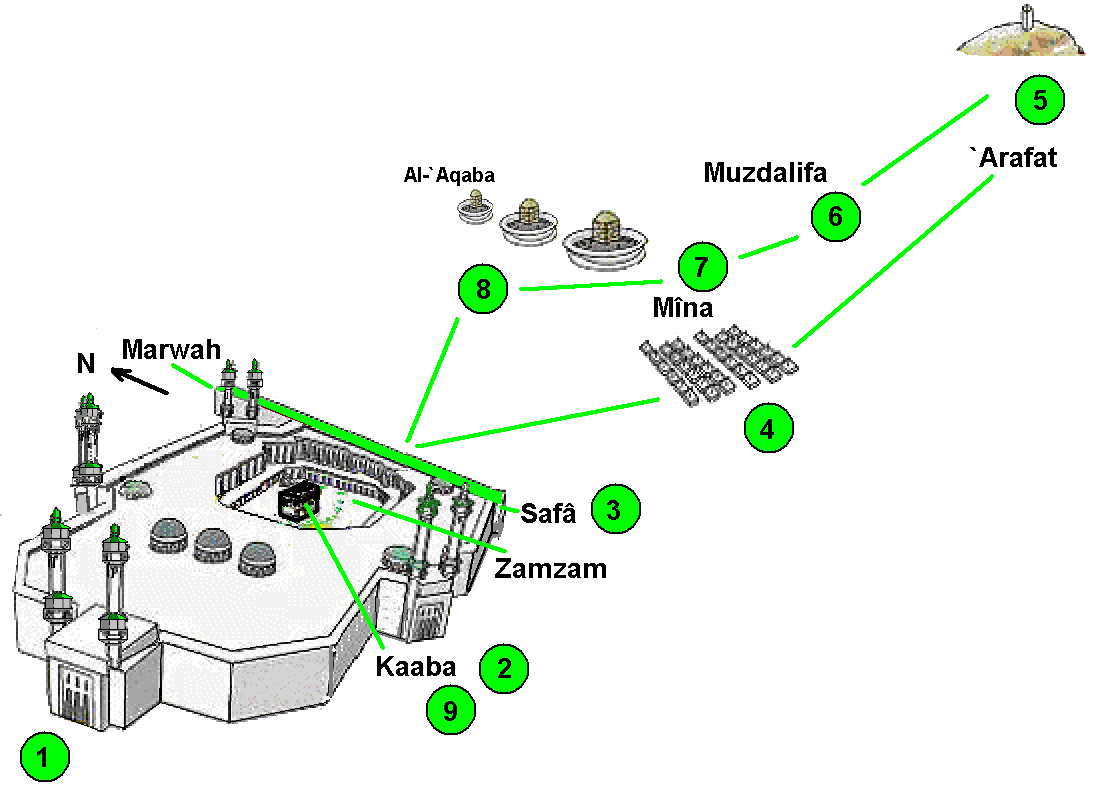
ハッジの巡礼ルート図。マスジド・ハラームに巡礼者は必ず向かうが、巡礼においてはミナーの谷やアラファト山も重要である

メッカの東25 kmにはムハンマドが最後の説教を行ったアラファト山がある。ここは巡礼の際、巡礼月9日に必ず訪れねばならない場所であり、途中のミナーの谷のテントで一泊したあと、アラファト山で巡礼者は立礼（ウクーフ）を行う。帰路も再びミナーの谷で一泊するため、ミナーの谷には2 km四方にわたってサウジアラビア政府が冷房つきの作りつけのテント村を整備しており、谷はテントによって埋め尽くされている。この膨大なテント群は大巡礼の5日間しか使用されない。ミナーからアラファト山への道には8本の道路と2本の歩行者専用道路があるが、巡礼の日は大混雑となる。この混雑を緩和するため、2010年11月には新交通システムのメッカ巡礼鉄道がこの巡礼路に完成した（後述）。この道路には熱射病対策用のスプリンクラーや街路樹、トイレや照明などが完備されているが、これらも大巡礼の日以外は使用されない。
近代以前のメッカにおいては、水は3つの方法によって供給されていた。1つ目はザムザムの泉に代表される井戸であり、2つ目はアイン・ズバイダの泉だった。3つ目は少ない雨水を貯水池にためて確保するやり方であった。水不足に苦しむ一方で、メッカは谷底にあり、周囲に水を蓄える植生もないため、わずかな降雨でも洪水の危険性にさらされていた。記録に残るだけで、サウジ時代を含めて1965年までに89回の洪水があったとされる。特に1942年の洪水がもっとも被害が大きかった。それ以来、メッカの周囲には洪水防止用のダムが建設されている。

## 気候
アラビア半島の西部、紅海に面したヒジャーズ地方の中心都市である。砂漠気候で、一年を通じてほとんど雨は降らない。砂漠に取り囲まれているが、ザムザムの泉の湧き水を頼りに、古くから人間が定住生活を送ってきた。メッカはほかのサウジアラビアの都市に比べて冬は暖かく、もっとも寒い1月でも平均気温は23.9 °Cである。一方で夏は暑く、5月から9月までの平均最高気温は40 °Cを超える。雨は11月から1月の冬季にわずかながら降る。
| メッカの気候           | メッカの気候 | メッカの気候 | メッカの気候 | メッカの気候 | メッカの気候 | メッカの気候 | メッカの気候 | メッカの気候 | メッカの気候 | メッカの気候 | メッカの気候 | メッカの気候 | メッカの気候   |
| 月                     | 1月          | 2月          | 3月          | 4月          | 5月          | 6月          | 7月          | 8月          | 9月          | 10月         | 11月         | 12月         | 年             |
| ---------------------- | ------------ | ------------ | ------------ | ------------ | ------------ | ------------ | ------------ | ------------ | ------------ | ------------ | ------------ | ------------ | -------------- |
| 最高気温記録 °C （°F） | 37.0 (98.6)  | 38.3 (100.9) | 42.0 (107.6) | 44.7 (112.5) | 49.4 (120.9) | 49.4 (120.9) | 49.8 (121.6) | 49.6 (121.3) | 49.4 (120.9) | 46.8 (116.2) | 40.8 (105.4) | 37.8 (100)   | 49.8 (121.6)   |
| 平均最高気温 °C （°F） | 30.2 (86.4)  | 31.4 (88.5)  | 34.6 (94.3)  | 38.5 (101.3) | 41.9 (107.4) | 43.7 (110.7) | 42.8 (109)   | 42.7 (108.9) | 42.7 (108.9) | 39.9 (103.8) | 35.0 (95)    | 31.8 (89.2)  | 37.93 (100.28) |
| 日平均気温 °C （°F）   | 23.9 (75)    | 24.5 (76.1)  | 27.2 (81)    | 30.8 (87.4)  | 34.3 (93.7)  | 35.7 (96.3)  | 35.8 (96.4)  | 35.6 (96.1)  | 35.0 (95)    | 32.1 (89.8)  | 28.3 (82.9)  | 25.5 (77.9)  | 30.73 (87.3)   |
| 平均最低気温 °C （°F） | 18.6 (65.5)  | 18.9 (66)    | 21.0 (69.8)  | 24.3 (75.7)  | 27.5 (81.5)  | 28.3 (82.9)  | 29.0 (84.2)  | 29.3 (84.7)  | 28.8 (83.8)  | 25.8 (78.4)  | 22.9 (73.2)  | 20.2 (68.4)  | 24.55 (76.18)  |
| 最低気温記録 °C （°F） | 11.0 (51.8)  | 10.0 (50)    | 13.0 (55.4)  | 15.6 (60.1)  | 20.3 (68.5)  | 22.0 (71.6)  | 23.4 (74.1)  | 23.4 (74.1)  | 22.0 (71.6)  | 18.0 (64.4)  | 16.4 (61.5)  | 12.4 (54.3)  | 10 (50)        |
| 雨量 mm （inch）       | 20.6 (0.811) | 1.4 (0.055)  | 6.2 (0.244)  | 11.6 (0.457) | 0.6 (0.024)  | 0.0 (0)      | 1.5 (0.059)  | 5.6 (0.22)   | 5.3 (0.209)  | 14.2 (0.559) | 21.7 (0.854) | 21.4 (0.843) | 110.1 (4.335)  |
| 平均降水日数           | 4.1          | 0.9          | 2.0          | 1.9          | 0.7          | 0.0          | 0.2          | 1.6          | 2.3          | 1.9          | 3.9          | 3.6          | 23.1           |
| % 湿度                 | 58           | 54           | 48           | 43           | 36           | 33           | 34           | 39           | 45           | 50           | 58           | 59           | 46.4           |
| 出典：                 |              |              |              |              |              |              |              |              |              |              |              |              |                |

## 宗教的意義

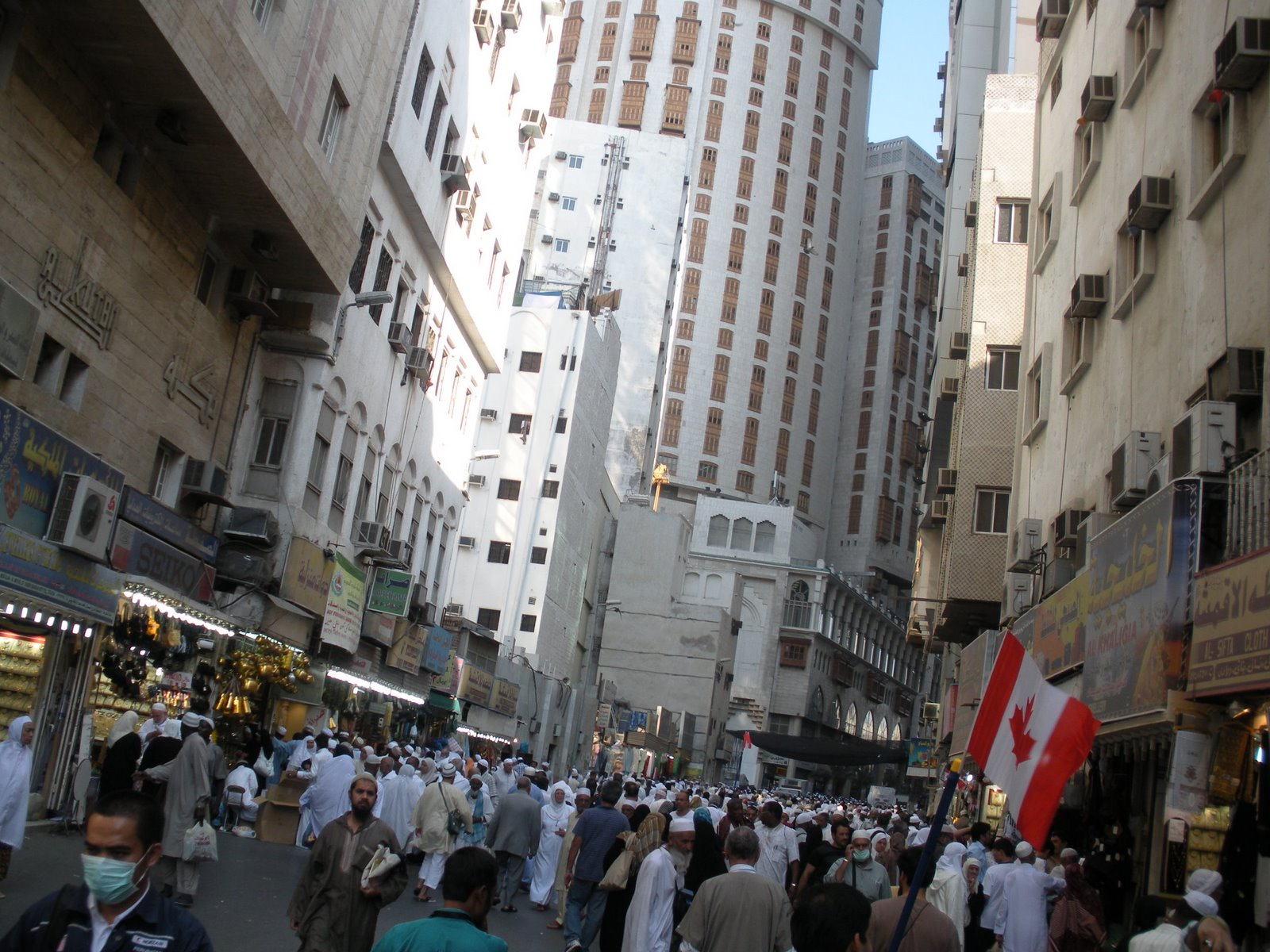
メッカ市街

メッカは、イスラム教の開祖である預言者ムハンマドの生誕地であり、クルアーン（コーラン）において預言者イブラーヒーム（アブラハム）とその子のイスマーイール（イシュマエル）が建立したとされるカアバがある。
メッカへの巡礼が可能なムスリムには、巡礼を行う義務がある。この義務は信徒が守るべき主要な5つの義務の一つであり、巡礼を行ったムスリムは、ハッジと呼ばれ、人々に敬われる。メッカへの巡礼にはいくつかの区別があり、大祭ともいわれるイード・アル・アドハー（犠牲祭）には毎年約300万人が集まる。
一方でムスリムでない者には、メッカとメディナへの立ち入りは厳しく制限されている。日本人写真家の野町和嘉が、メッカの巡礼を撮影した写真集を刊行したことがあったが、彼でさえもメッカに入るためには、改宗してムスリムにならなくてはいけなかった。
ムスリムには、特別な事情がない限り、一日に5回メッカのカアバの方角（キブラ）を向いて祈りを捧げることが義務づけられている（シーア派は3回）。このため、カアバを守護するマスジド・ハラームを除く世界中のすべてのモスクには、必ずキブラを示す壁のくぼみ（ミフラーブ）が存在する。

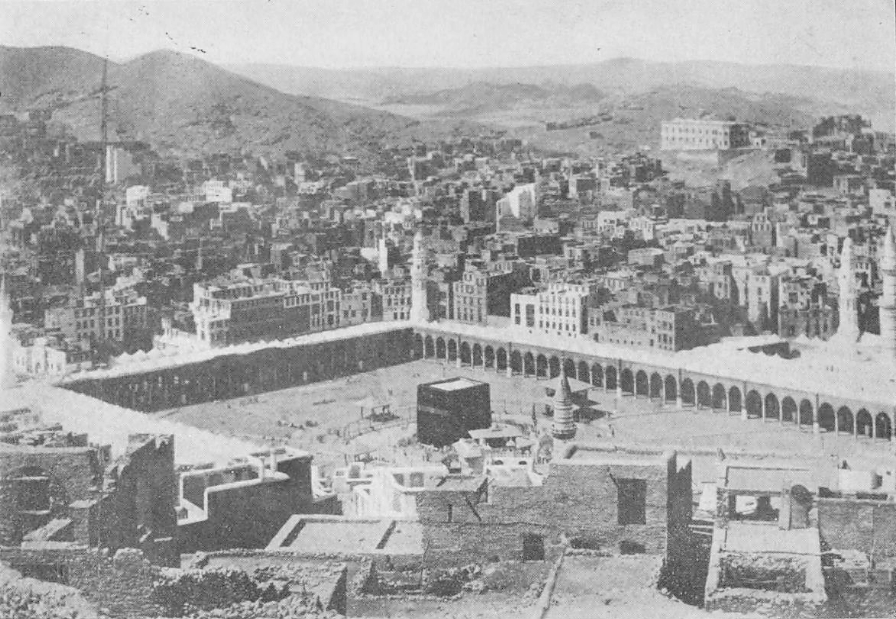
研究家・山岡光太郎が訪れたころのメッカ

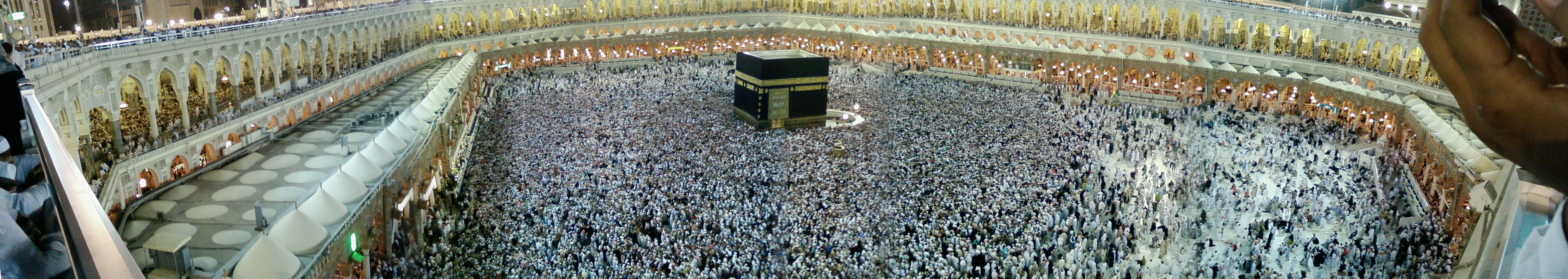
マスジド・ハラームの広場の全景

### 日本人巡礼者
日本人として初めてメッカ巡礼を果たしたのは、1909年に訪れた山岡光太郎である。その記録は1912年に『世界の神秘境アラビヤ縦断記』として刊行された。次いで、日露戦争の陸軍通訳として中国に渡り、そのまま中国で教育者となった田中逸平が1923年にイスラム教に入信し、1924年と1933年に2度メッカを巡礼した。田中は1回目の巡礼後、その記録を『イスラム巡礼白雲遊記』（1925年）として刊行した。

## 歴史

### イスラーム以前

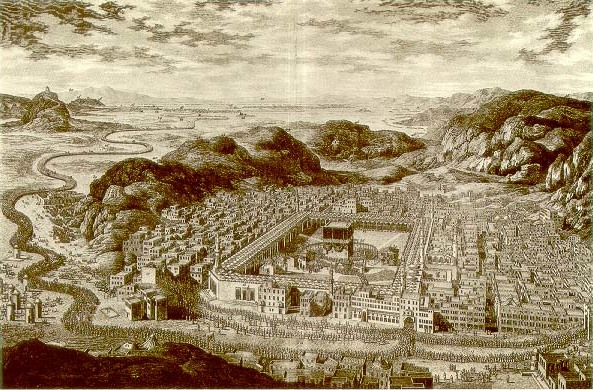
1850年ごろのメッカ全景図

メッカの町は古くより存在し、2世紀に書かれたクラウディオス・プトレマイオスの「地理学」にはマコラバの名ですでに記載がある。このマコラバという名称の由来は神殿を意味するミクラーブという語であるとされており、このころからすでにメッカはカアバ神殿の置かれた聖域であったと考えられている。メッカはジュルフム族が聖地の守護者として支配していたが、4世紀後半にはイエメンから移住してきたフザーア族がメッカを侵攻して支配権を奪取した。5世紀末には、メッカ周辺で遊牧生活を行っていたクライシュ族のクサイイがフザーア族首長の娘婿となり、フザーア族に代わりクライシュ族がメッカの支配権を握るようになった。その後クライシュ族は、インド洋航路によってアジアからイエメンへと運ばれる香辛料などをシリア、地中海地方へと運ぶ交易路を開拓して大規模なキャラバンによる遠隔地交易を始め、隊商路の安全を保つためにアラビア半島各地の諸勢力との間に盟約を結んでいき、メッカを中心とした緩やかな部族連合が形成されていった。ムハンマドが生まれた570年ごろにはおよそ1万人の定住者人口を持ち、まだ中東の都市のなかでは小規模であったが、商業都市として、また広域信仰圏の中心として急速に発展しつつあった。
そのムハンマドが生まれたとされる570年ごろにメッカはアクスム王国の属国ヒムヤルによる侵攻を受けている。当時、海洋貿易の権益を確保するため紅海からアラビア海にかけての沿岸地方への勢力拡大を目指していた東ローマ帝国は、同じキリスト教国であるエチオピアのアクスム王国を後援してヒムヤルを服属させるなどして、アラビア半島に勢力を伸ばしていた。ヒムヤルがメッカに侵攻した目的は、サヌアのキリスト教会に対抗する多神教の神殿であるカアバ神殿を破壊して教会を建てるためだったとも、商業により繁栄していたメッカの資産を奪うためだったともいわれている。巨大な軍象を率いて侵攻するヒムヤル軍に対してメッカの人々は恐怖に陥ったが、ヒムヤル軍はメッカに入ることなく壊走した。クルアーンでは鳥が運んできた石のつぶてに当たったヒムヤル兵に疱瘡ができ、疫病が蔓延したとされており、この描写からヒムヤル軍に天然痘が蔓延したのではないかと推測されている。このとき、メッカのクライシュ族はフザーア族と同盟を組んでヒムヤル軍に対抗したとされる。

### イスラームの誕生

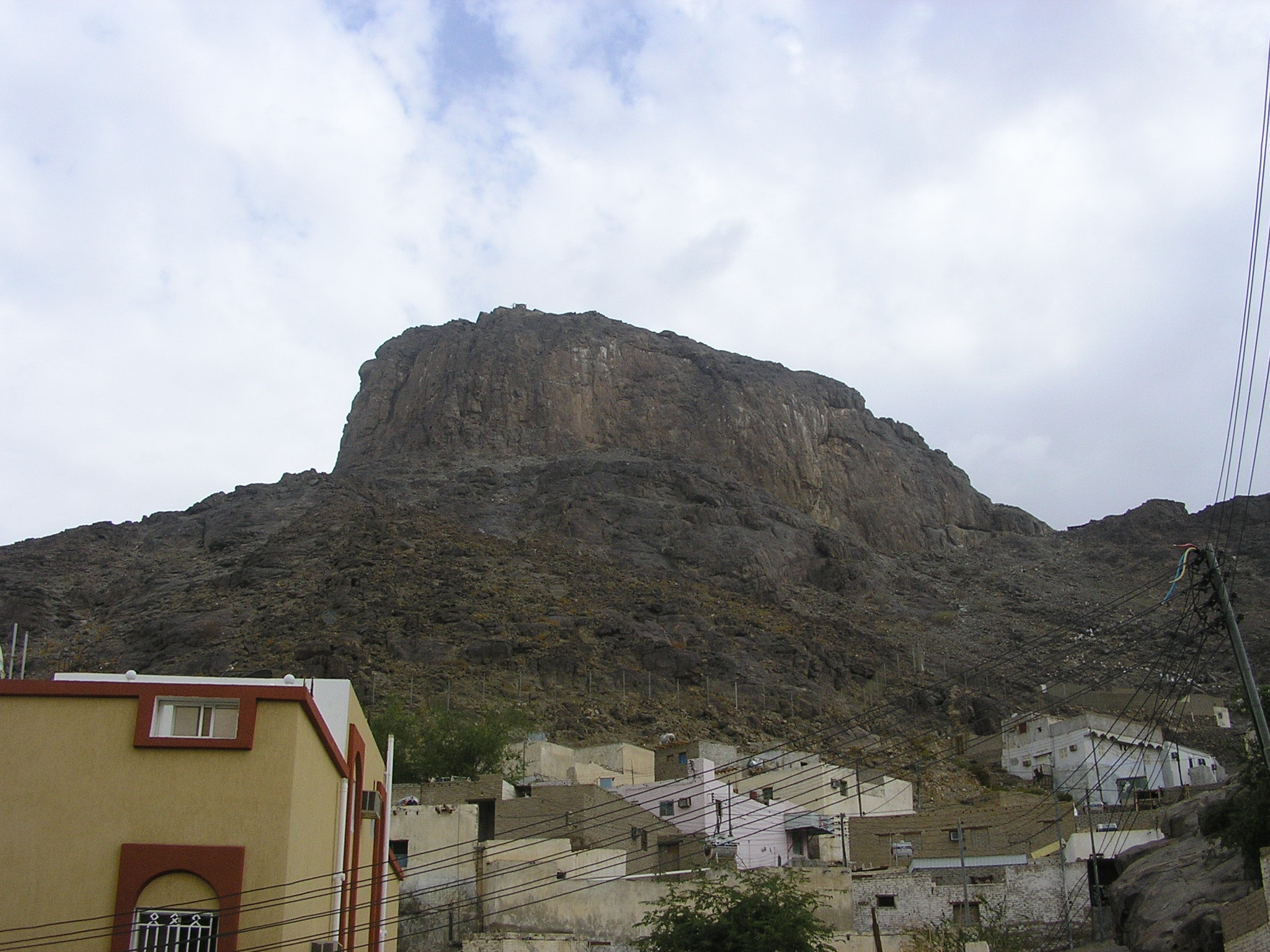
ヒラー山。ムハンマドが大天使ジブリールより神の啓示を受けた場所である

メッカ生まれでクライシュ族に属していたムハンマドは、610年に市の北東のヒラー山で神からの啓示を受けイスラム教を創始した。しかしクライシュ族からの迫害を受け、 622年にヤスリブ（現在のマディーナ）へムハンマドは逃れる。これをヒジュラといい、イスラム暦はここから起算される。マディーナ滞在時には、のちにメッカを聖地とするさまざまな決定が下されている。624年には礼拝の方向がエルサレムからメッカのカアバ神殿へと変更され、625年には巡礼がイスラム教徒の義務とされた。この間、バドルの戦いやウフドの戦いなどを経て、イスラム教徒は軍事的に優勢となっていった。628年には一時休戦協定が結ばれて初のメッカ巡礼が行われたものの、メッカの非イスラム教徒の攻撃によって完全なものとはならなかった。しかしその後もイスラムの勢力は成長を続け、630年にはメッカはムハンマドに降伏し、メッカを支配下におさめたムハンマドはカアバ神殿よりすべての偶像を取り除いた。これ以降メッカは聖地として尊ばれている。632年に行われた第4回巡礼のときに巡礼の方法や聖域の範囲などが定められ、現在の巡礼の祖形となった。

### 聖地
632年のムハンマド没後、メッカは宗教上の聖地ではあり続けたものの政治上の実権は失っていった。ウマルは政治の中枢をメディナに置き、さらに第4代正統カリフのアリーが首都をイラクのクーファに移転すると、メッカやアラビア半島は次第に政治の中枢から離れていき、10世紀ごろからはムハンマドの子孫であり、ハサン・イブン・アリーの後裔（シャリーフ）であるハーシム家が半ば独立しながら外部の有力国家の保護を受けるようになっていった。13世紀にはハーシム家は外部から総督位を受けることでメッカ太守の地位に着くようになった。アッバース朝中期まではメッカの支配権はカリフが握っていたものの、10世紀末にはエジプトのファーティマ朝がメッカとメディナの支配権を握った。さらにその後もアイユーブ朝、マムルーク朝といったエジプト王朝のメッカ支配は続いた。1454年、明の鄭和が遠洋航海した際、その分隊がメッカ（天方）に寄航している。

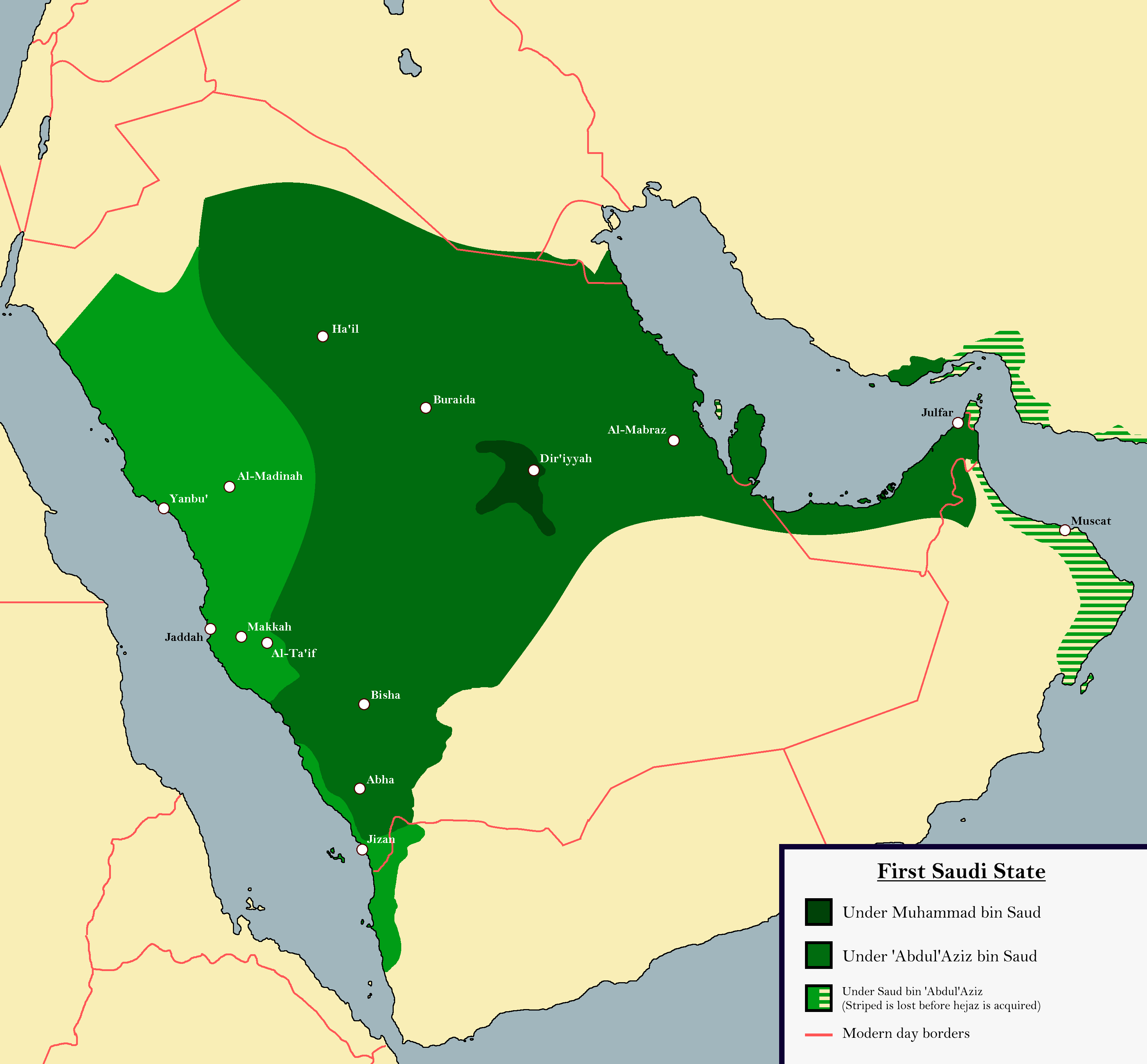
第一次サウード王国の勢力拡大

1517年、マムルーク朝を滅ぼしたオスマン帝国がメッカの支配権を握り、スンナ派イスラム教徒の盟主となった。その後はオスマン帝国の支配が続いていたが、1802年にナジュドの豪族サウード家がワッハーブ派を奉じて建国した第一次サウード王国がメッカとマディーナを占領し、当時メッカにあった聖者の廟などを破壊した。第一次サウード王国はまた、エジプトやシリアからやってくる巡礼団が華美に流れ堕落しているとして攻撃し、シリアからのものは入域さえさせなかった。一方、他地域からの巡礼団は歓迎され、この時期のメッカの厳格な戒律を守る雰囲気に影響されて、スマトラ島南部のミナンカバウ地方でパドリ戦争と呼ばれる宗教戦争が起きるなど、イスラム圏各地に影響を与えた。しかしイスラムの盟主をもって任じるオスマン帝国の命を受けたエジプト総督ムハンマド・アリーは1813年にメッカを攻略しヒジャーズをエジプトの治下に置いた。しかし1840年に第二次エジプト・トルコ戦争の敗北によってこれを放棄させられ、再びメッカはオスマン帝国領となった。19世紀中期以降は鉄道や汽船といった新しい交通機関によって旅行期間が大幅に短縮され、これによって巡礼者の数は増加した。

### サウジアラビア時代

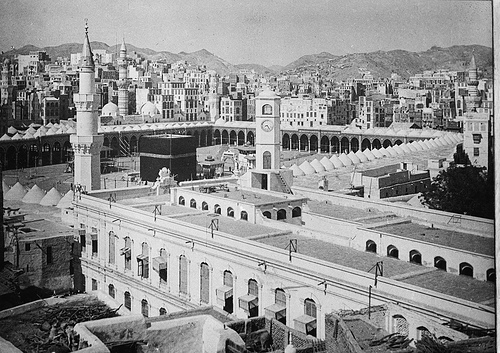
1910年のメッカ

1908年の青年トルコ人革命後、メッカのシャリーフに任命されたハーシム家のフサイン・イブン・アリーは半独立の姿勢をとるようになり、1916年には独立してヒジャーズ王国を建国したものの、ナジュドのスルタンであるサウード家のイブン・サウードに敗れてメッカは占領され、ヒジャーズ王国はナジュドに併合されてナジュド及びヒジャーズ王国の一部とされ、1931年にはこれを改称したサウジアラビア王国の一部となった。石油の富を得た1940年代以降、聖地の守護者としてサウジアラビア政府はメッカの整備を続け、都市機能は整備され町は拡大を続けた。
1979年11月20日、マフディー（救世主）を頂く武装グループがマスジド・ハラームを占拠。サウジ当局により2週間後に鎮圧されたが、鎮圧部隊側の死者は127人、武装勢力側の死者は177人という惨事となり、首謀者らは公開斬首刑に処せられた。（アル＝ハラム・モスク占拠事件）
2012年、7棟の超高層建築物群からなるアブラージュ・アル・ベイト・タワーズが開業した。ホテル棟はサウジアラビアでは最も高い建築物であり、尖塔を含めた高さは601mである。

## 行政
メッカはサウジアラビア政府によって任命されたメッカ市長をトップとするメッカ市政府と、市政府によって選出された14人の評議員からなる市政評議会によって治められている。
メッカは商都ジェッダをも含むメッカ州の州都である。2000年から2007年に亡くなるまで、メッカ州知事はアブドゥルマジード・ビン・アブドゥルアズィーズ王子が務めていた。2007年5月16日、メッカ州の新知事にハーリド・アル＝ファイサル王子が就任した。
1920年代に現在のサウジアラビア全土が統合されると、メッカには内閣府が置かれ、政治の中心となっていたが、1970年代にそれまで首都機能の整っていなかった首都リヤドに政府機能が集中するようになり、メッカの政府機関もリヤドへと移動した。

## 経済
メッカの経済は巡礼に大きく依存してきた。巡礼はメッカ経済において唯一の産業というわけではないが、巡礼からの収入はメッカのみならずヒジャーズやネジドの経済に大きな影響を与えてきた。巡礼からの収入にはいくつかの方法があり、かつては巡礼には巡礼税が課されていた。この税は1972年までにすべて廃止された。しかし巡礼からの収入の多くは、巡礼に提供する各種サービスから生み出されるものである。たとえば、サウジアラビアの国営航空であるサウジアラビア航空は巡礼からの収入が総収入の12%を占める。陸路でメッカに来た巡礼客も、食事やホテル、みやげ物などのサービスの購入によって莫大な金額をメッカに落としていく。メッカにはムタッウィフと呼ばれる巡礼専門の旅行業者が古くより存在し、巡礼客の行動一切を取り仕切る。ムタッウィフは地元に古くから住む一族が生業としている。1930年代に、ムタッウィフたちはサウジアラビア初代国王アブドゥルアズィーズ・イブン＝サウードによって6つの会社に統合させられた。
サウジアラビア政府は聖地の管理者として巡礼客に多額の出費を行い、年に5,000万ドルもの支出を行っているが、メッカが受け取る収入は1億ドルにものぼる。ほかにもメッカにはいくらかの産業や工場があるものの、石油を中心とする経済となっているサウジアラビアにおいて、メッカはもはや経済で重要な地位を占めてはいない。繊維製品や家具、調理用具製造などの産業があるものの、メッカの経済の主力はサービス業である。
20世紀後半から21世紀にかけて、航空運賃の低廉化によりジェット機で巡礼に来る客が増加し、巡礼ツアー商品や旅行パックの販売によって巡礼が行いやすくなったことも巡礼客増加に拍車をかけた。巡礼の時期の顧客増に対応できるようにされたホテルや商店の管理のために、巡礼期のみならず通年で雇用されるサウジ人は数千人にのぼる。こういった雇用の増加により、住宅やサービス業の需要が増加している。市の周辺には高速道路が張り巡らされ、ショッピングモールやホテル、高層ビルが林立している。

## 文化

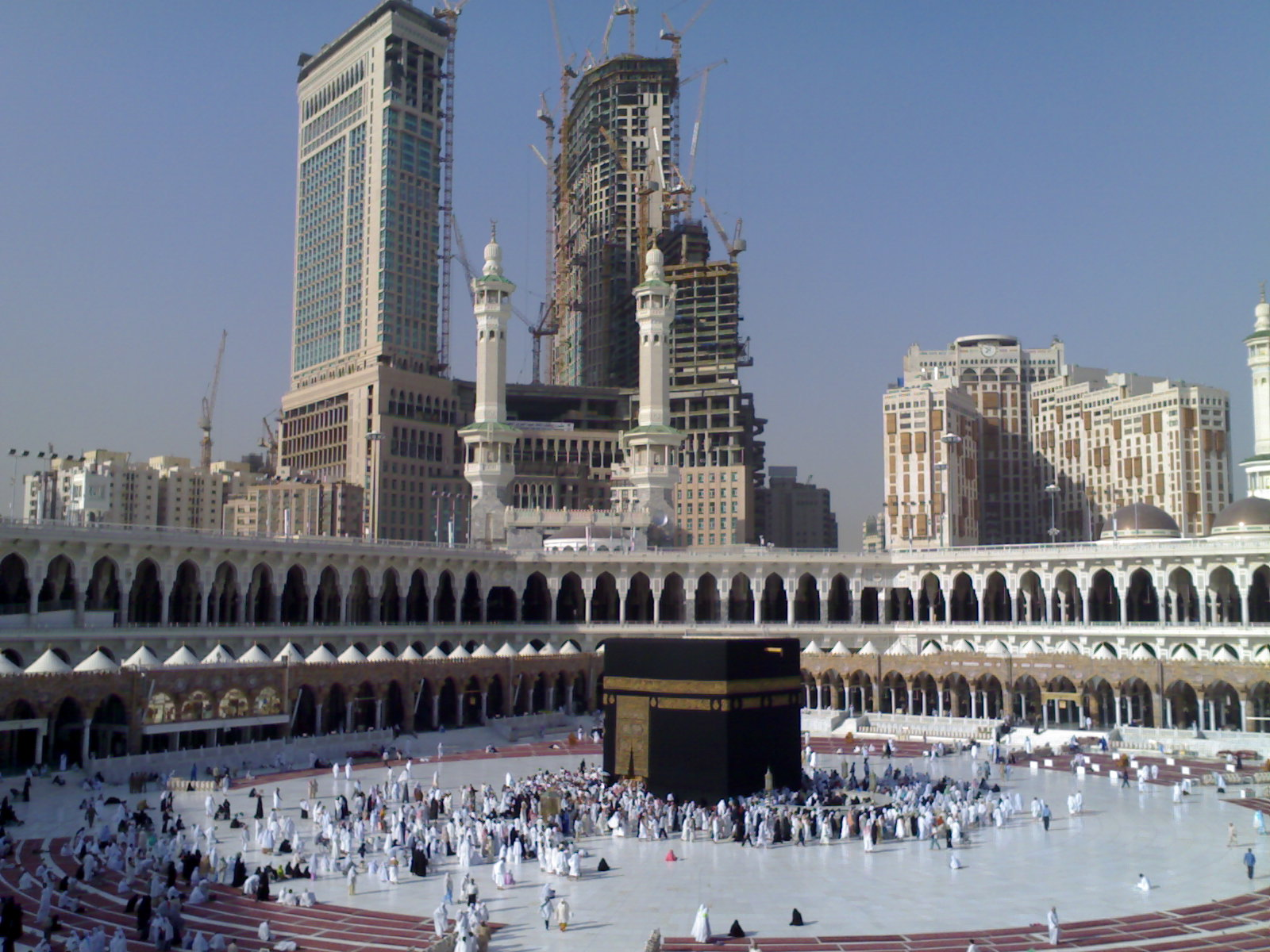
マスジド・ハラームと、奥のアブラージュ・アル・ベイト・タワーズ。近代的なビル群はマスジド・ハラームよりも高い。

メッカの文化は毎年到着する多くの巡礼者の影響を受け、非常に豊かなものとなっている。地元で話される言語はアラビア語のヒジャーズ方言であるが、世界各国からの巡礼者によって世界中のあらゆる言語が話されている。古来より世界各地の文化が混交するメッカにおいては、19世紀初頭のパドリ戦争（先述）のように、あらたなイスラームの潮流や新思想などが持ちよられ、持ち帰られた。
メッカでもっとも人気のあるスポーツはサッカーであり、1945年に設立されたサウジアラビアでもっとも古いプロサッカークラブのひとつであるアル・ワフダ・メッカがこの街に本拠を置いている。同チームは3万8,000人が収容できるメッカ最大のスタジアムであるキング・アブドゥルアズィーズ・スタジアムをホームとしている。
メッカには多くの学校がある。2005年には、532の公立・私立の男子校と681の公立・私立の女子校がメッカに存在した。メッカには大学が一つだけある。1949年に設立されたウンム・アル＝クラー大学は、1979年に公立大学となった。

## 交通

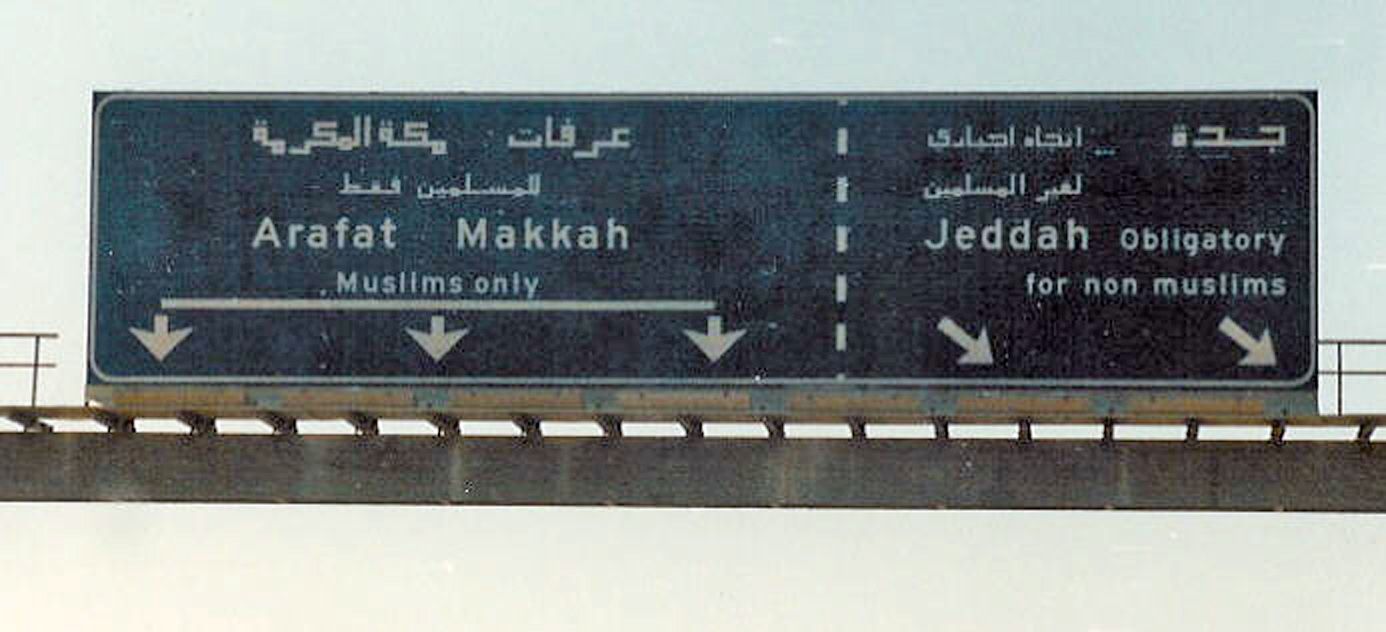
メッカ付近の高速道路にある、イスラム教徒以外入域禁止の看板。非イスラム教徒は次の交差点で右折しなければならない

メッカにはメッカ東空港があるが、旅客サービスをしていないため、空路の場合、ジッダのキング・アブドゥルアズィーズ国際空港が最寄りとなる。同空港にはメッカ巡礼者のみを専門に扱うハッジ・ターミナルがある。
20世紀初頭にヒジャーズ鉄道の延伸計画があったものの、ダマスカスからメディナまで開通した時点で第一次世界大戦が勃発し、延伸計画もヒジャーズ鉄道そのものも廃止を余儀なくされた。巡礼の時期とそれ以外を問わず、メッカ市においては住民にも巡礼客にも一切の公共交通機関は提供されておらず、市内や郊外を回るためには、個人の車かタクシーに頼るより他はなかった。
21世紀に入って、この状況を改善するために全線高架のライトレールであるメッカ・メトロ南線の建設が決定され、総工費67億サウジアラビア・リヤルをかけ、2010年11月に中国鉄建が請け負ったメッカ郊外のミナーからムズダリファを通ってアラファートへと向かう18 kmの第1期路線が開通し営業を開始した。メッカ入りのために1,200人の中国人労働者はイスラム教に入信した。この区間は巡礼においてすべての巡礼者が歩む道であり、300万人にものぼる巡礼によって非常に混雑していた区間であった。この計画においては、ライトレールは最終的にメッカ・メトロ（マッカ・メトロ）として5路線を開業する予定である。
また、マディーナからラービク、ジェッダ、キング・アブドゥルアズィーズ国際空港を通ってメッカへと向かう全長444 kmのハラマイン高速鉄道（聖都間高速鉄道計画）も持ち上がり、2009年に着工された。第1期工事はメッカ・メトロと同様に中国鉄建、フランス企業、サウジアラビア企業のコンソーシアム「アル・ラジヒ」が受注した。2014年2月の段階では工事の52%が終了し、2015年の12月末には開通する予定であったが、サウジアラビアは砂漠気候のため砂によって工事が滞り、2018年10月11日開業した。車両はスペインのタルゴ方式を採用する。
この両聖都間は巡礼期間中は非常に混雑し、渋滞などによって期間中は約18時間もかかっていたのに対し、高速鉄道では2時間30分で両都市間を結ぶ計画であり、大幅な利便性向上が期待されている。

## 群集事故
メッカは、常に膨大な数の巡礼が集まっており、何かの理由でパニックが起きた際、将棋倒しによる群集事故が絶えない。1990年以降の大事故のみ数え上げても
- 1990年7月2日 - 1,426人死亡
- 1994年5月23日 - 270人死亡
- 1998年4月9日 - 119人死亡
- 2004年1月1日 - 251人死亡
- 2006年1月12日 - 362人死亡
- 2015年9月24日 - 2,181人死亡[41] - 2015年メナー群衆事故

といったものがある。死者が上記ほど多くない小事故については数え上げることすらできない。

## 比喩表現

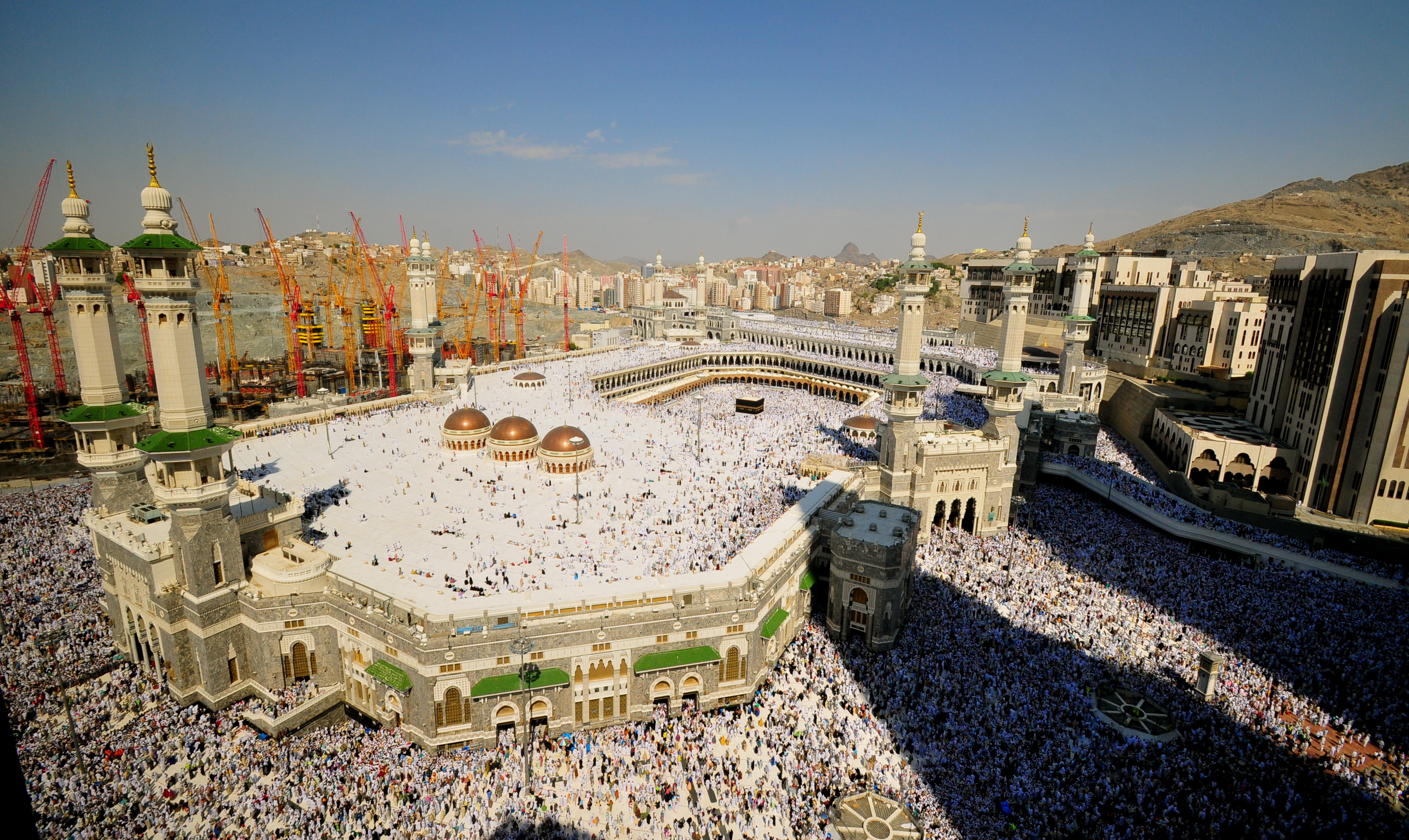
マスジド・ハラームと周辺に集まる人々

「メッカ」という言葉は、宗教的な意味に限らず、重要な場所、人を引きつける場所、あるいはどっと押し寄せた人々を表す言葉として、用いられるようになっている。似たような比喩に「聖地」という表現がある。
ある一定の目的や意思を持った多数の人が集まる場所を「憧れの地」や「中心」とみなし、イスラム教徒が集まるメッカに例えて「〇〇のメッカ」と慣用することがある。たとえば「苗場はスキーのメッカ」「高校球児のメッカ、甲子園」、「秋葉原はオタクのメッカ」、あるいは「競艇のメッカ住之江」などというように使う。
しかし「交通事故のメッカ」など、比喩とはいえ良くないことの意味で使われることもあり、1990年の朝日新聞に「安易に使わないでほしい」という投書があった。1994年のNHKの「ことばのハンドブック」によると、「ひゆ的に“高校野球のメッカ、甲子園”などという使い方はあるが、濫用しない。特に、イスラム教以外の信仰に関して使うのは違和感がある」としている。
そもそも、メッカが所在するサウジアラビア政府や、ハッジ・ウムラといった聖地巡礼を行うムスリムは、メッカ自体を『不可侵のイスラム教の聖地』『預言者ムハンマドの生誕地』であるととらえているため、このような比喩や用法を好んでいない。日本のマスコミも「メッカはイスラムの聖地なので、名所や中心地の比喩表現に使わない」というルールを定めた。テレビ放送やラジオ放送でも「〇〇のメッカ」は、宗教や宗教用語について配慮し、表現の自主規制のため使用されないほか、訂正の対象になる社もある。